# Coop Himmelb(l)au
Coop Himmelb(l)au (Кооп Гіммельбляу) — австрійське архітектурне бюро, що проєктує будівлі в стилі авангард і деконструктивізм. Створене 1968 року у Відні. Співзасновники — Вольф Прікс, Гельмут Свічінски та Міхаель Гольцер.
Назва фірми обігрує співзвуччя німецьких слів blau (блакить) і bau (будівництво). Himmelb(l)au — «небесне будівництво» (небесна блакить).
Бюро відоме в Україні тим, що потрапило під українські санкції через будівництво театру опери та балету в окупованому Севастополі.

## Робота в Росії
На 2023 рік заплановане відкриття хокейного стадіону «СКА Арена» в Санкт-Петербурзі.

### Севастополь
Російська окупаційна влада має намір спорудити на мисі Кришталевому в Севастополі так званий «Севастопольський державний театр опери та балету». У цьому їй допомагає австрійське архітектурне бюро «Coop Himmelb(l)au»: зокрема, австрійський архітектор Вольф Прікс повідомив про це в інтерв'ю виданню «Süddeutsche Zeitung». «Coop Himmelblau» відмовилося зупинити свою участь у цьому проєкті, незважаючи на наполягання української сторони та посла України в Австрії Олександра Щерби. Керівник агентства назвав телефонну розмову з послом України «атакою тролів», вимоги останнього — «постсталінськими за духом». Також він стверджує, що споруджує театр для жителів Криму, а не адміністративну будівлю.
Посол Олександр Щерба також повідомив, що Україна серйозно вивчає питання введення санкцій проти цієї австрійської компанії. Санкції було введено 21 січня 2022 року згідно Указу Президента України №19/2022 Про рішення Ради національної безпеки і оборони України від 30 грудня 2021 року "Про застосування персональних спеціальних економічних та інших обмежувальних заходів (санкцій)".
«Coop Himmelb(l)au» розробило проєкт театру опери та балету на мисі Кришталевому. Однак севастопольські архітектори розкритикували цей проєкт: зокрема, в етері телеканалу «НТС Севастополь» голова міської Спілки архітекторів Сергій Комаров назвав його «потворним».

## Роботи

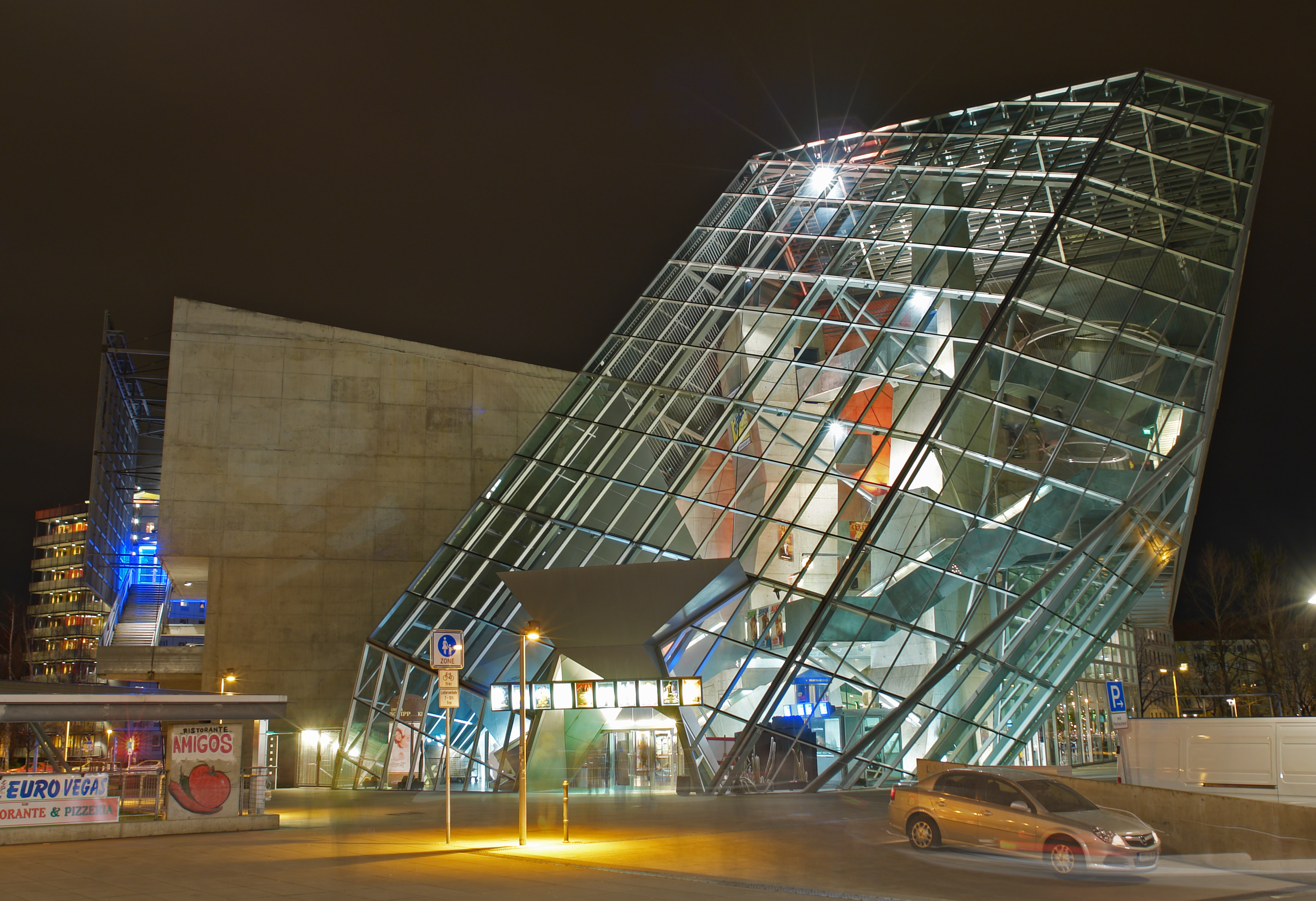
Кінотеатр «Ufa-Kristallpalast» у Дрездені
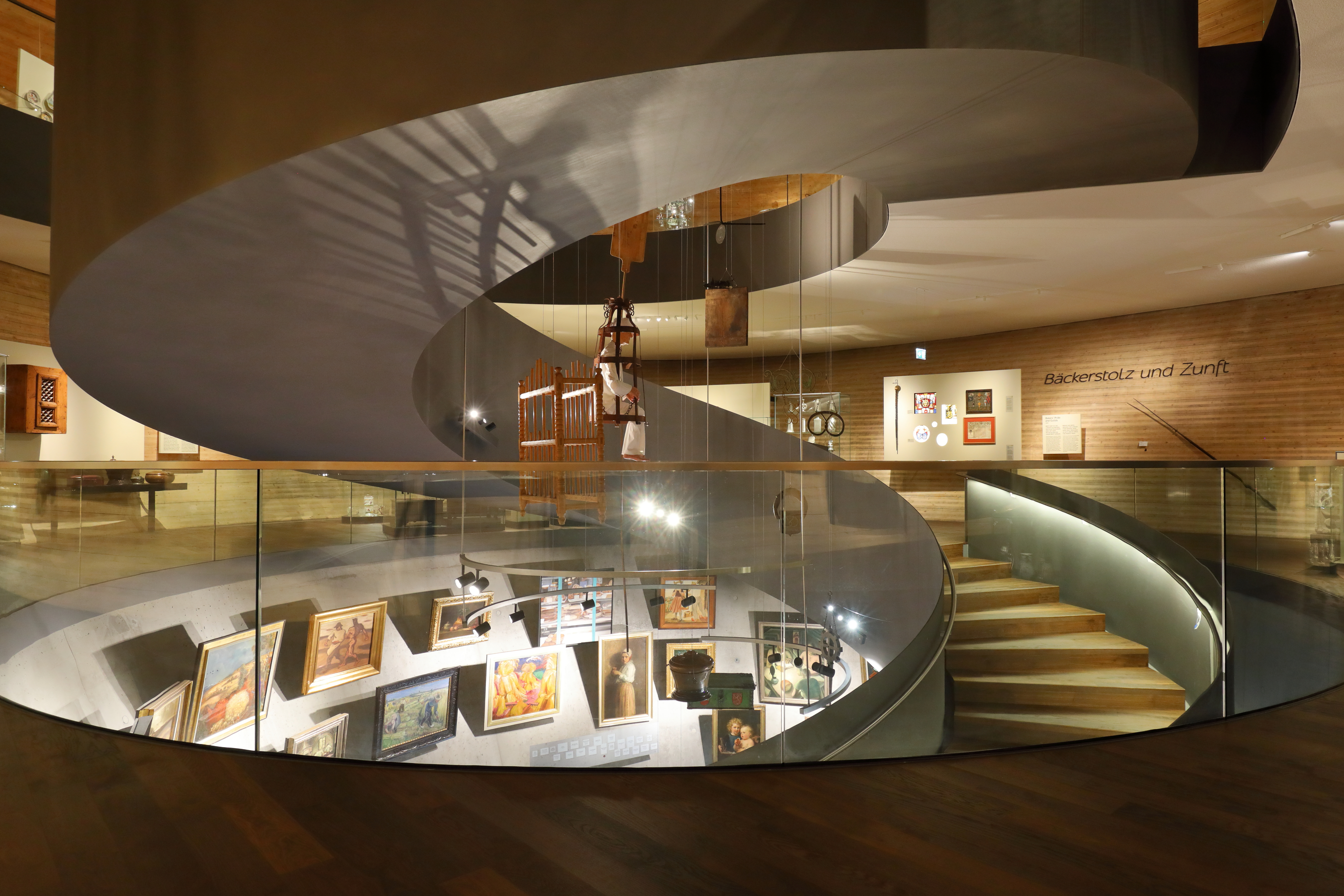
Музей в Астені (Австрія)
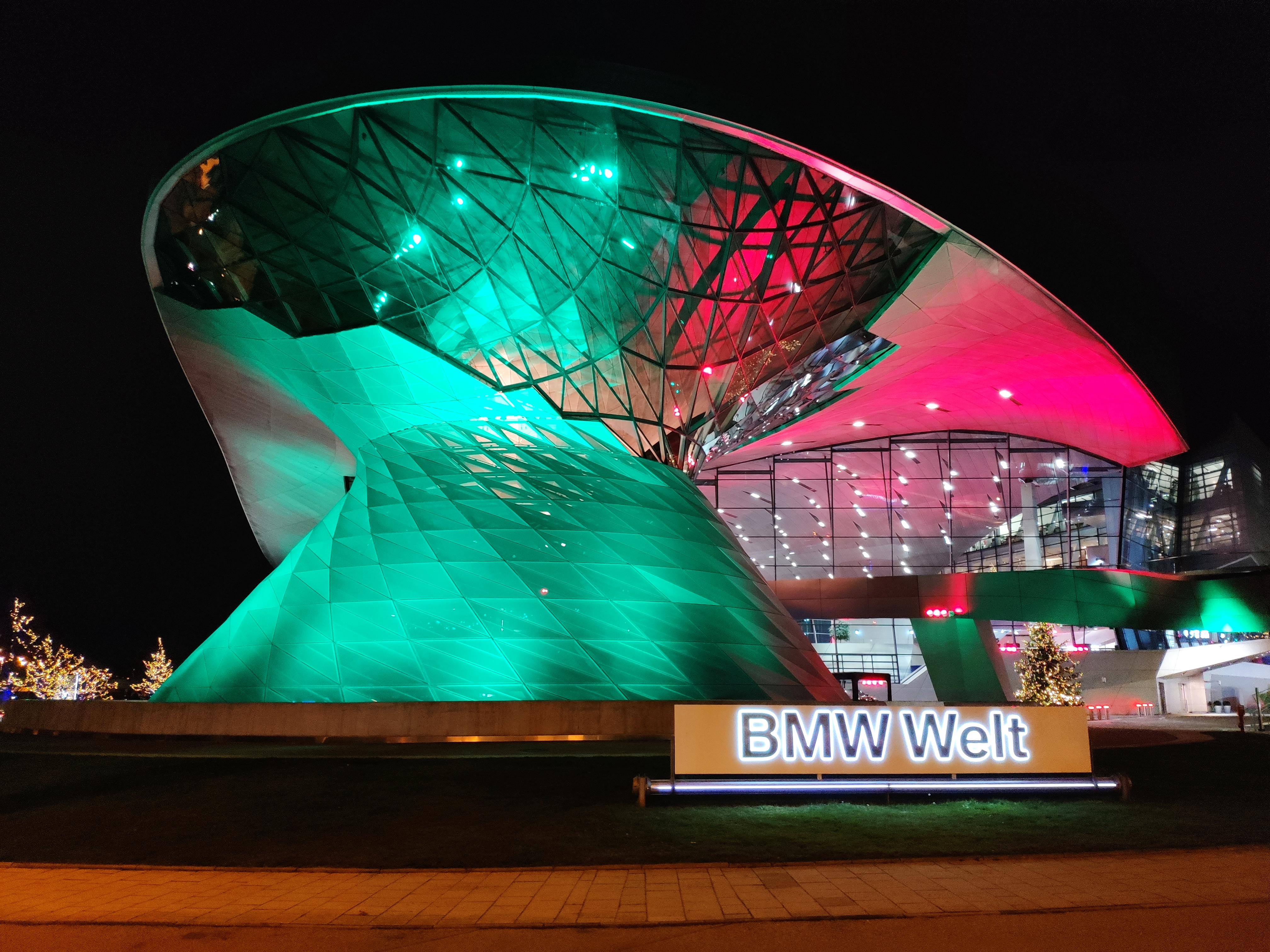
Світ BMW у Мюнхені
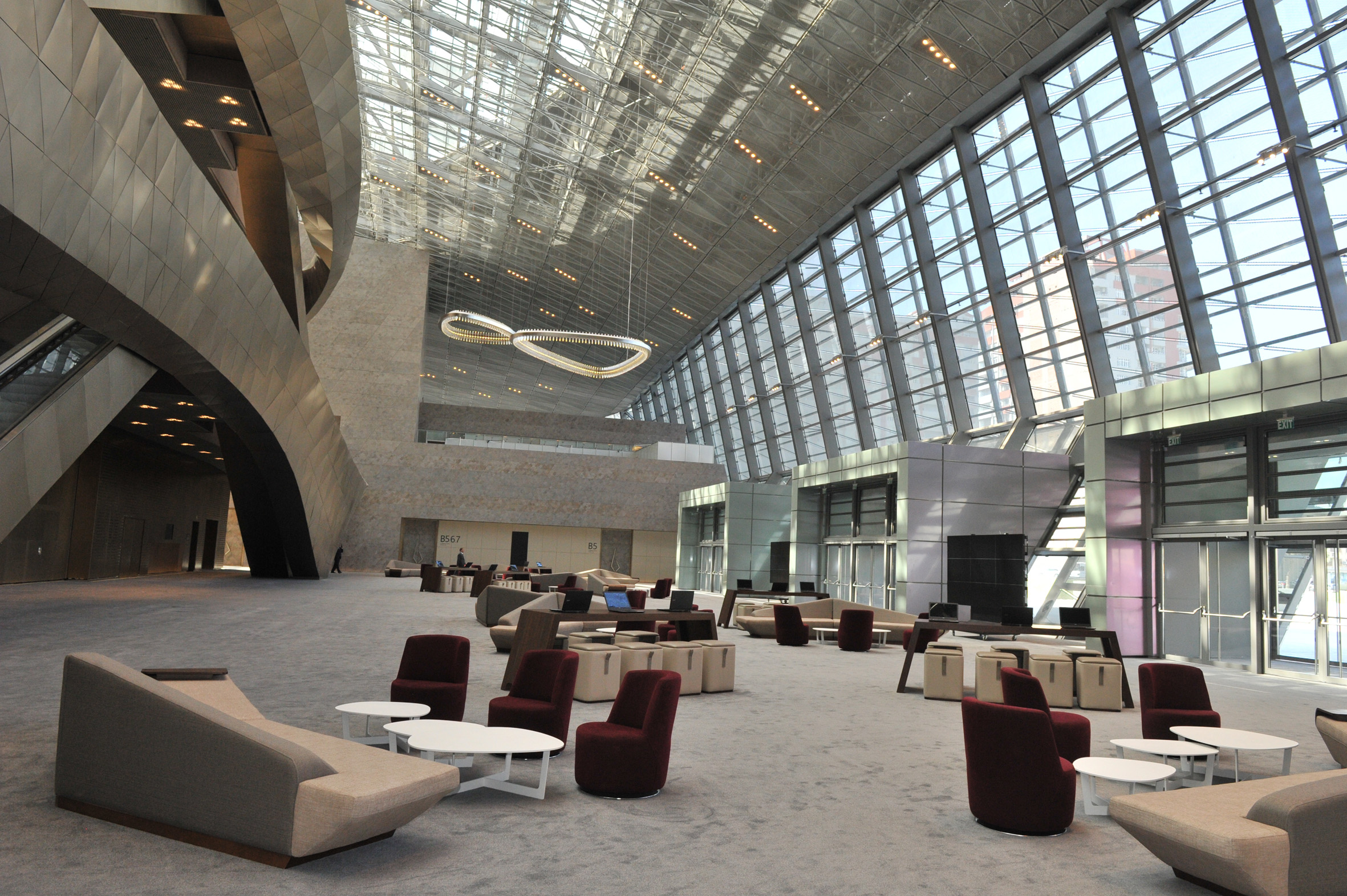
Бакинський Конгрес центр (Азербайджан)
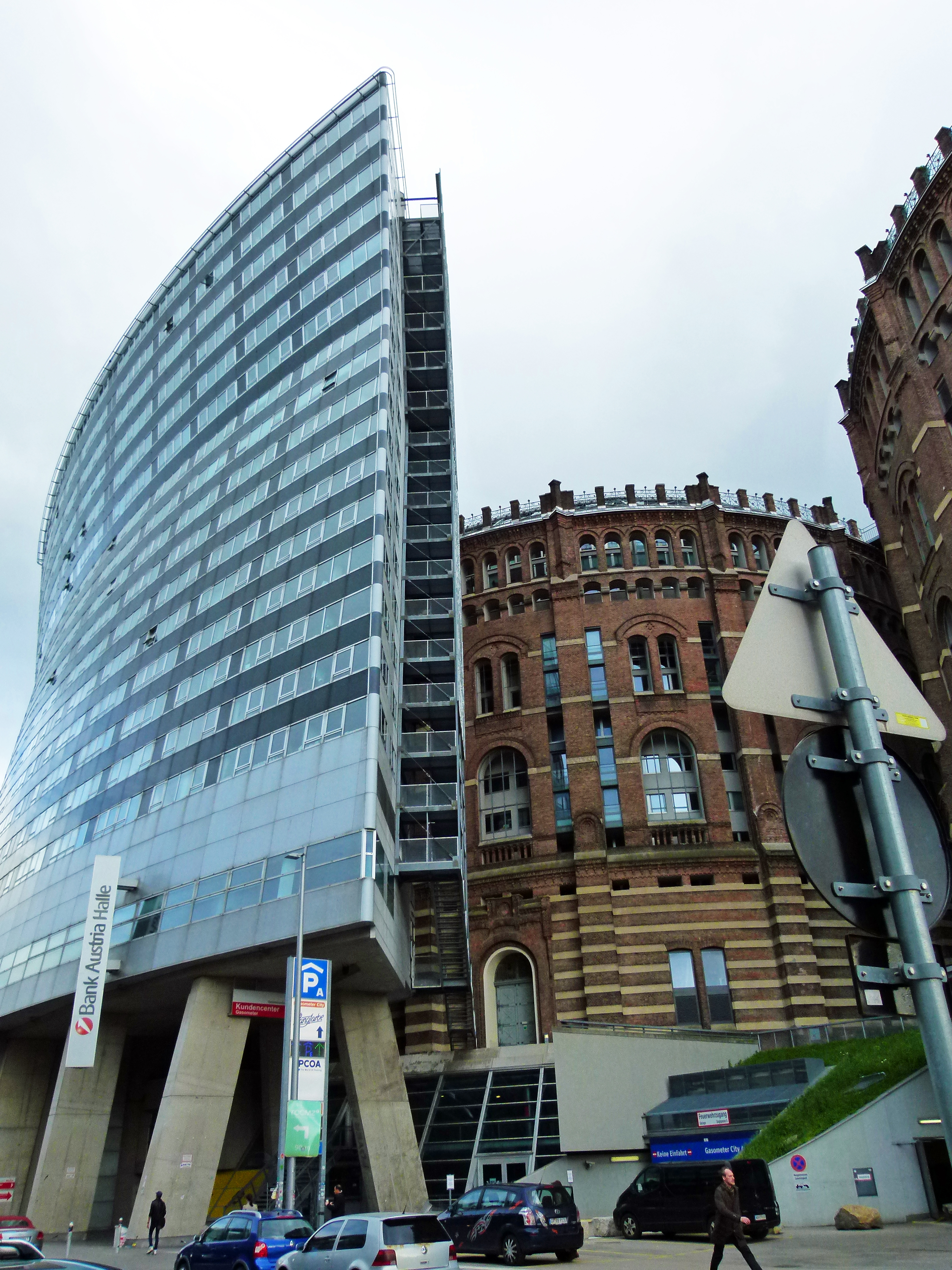
Газометр B у Відні
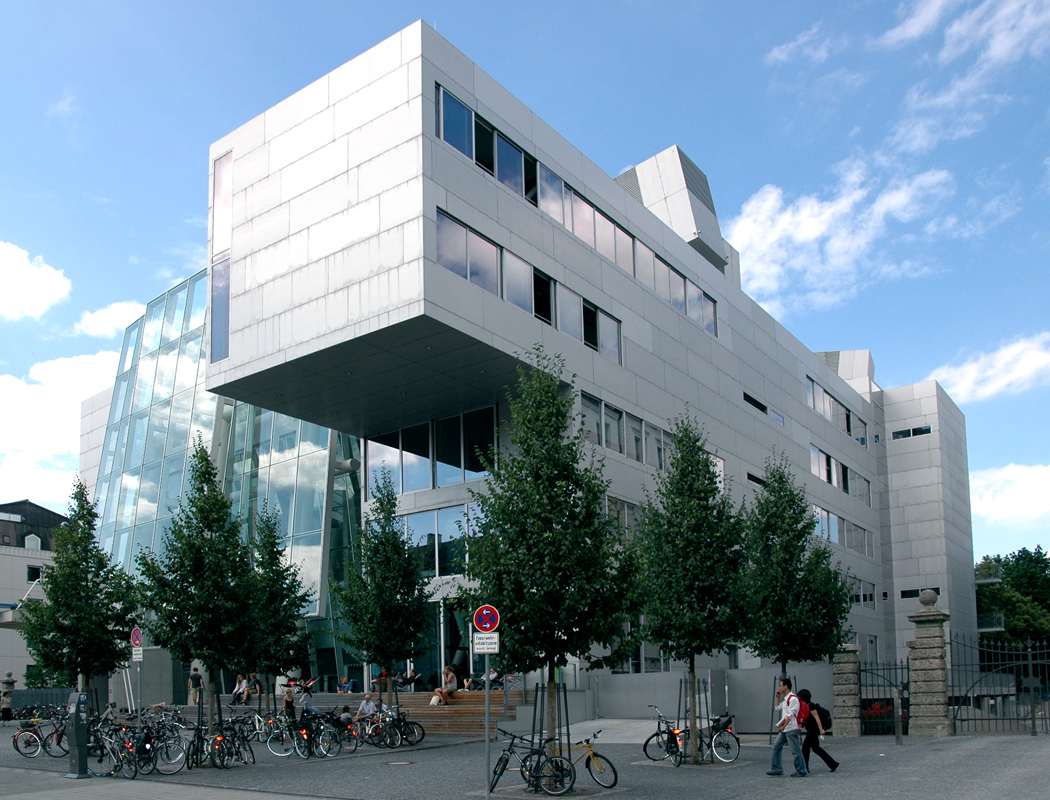
Мюнхенська академія мистецтв
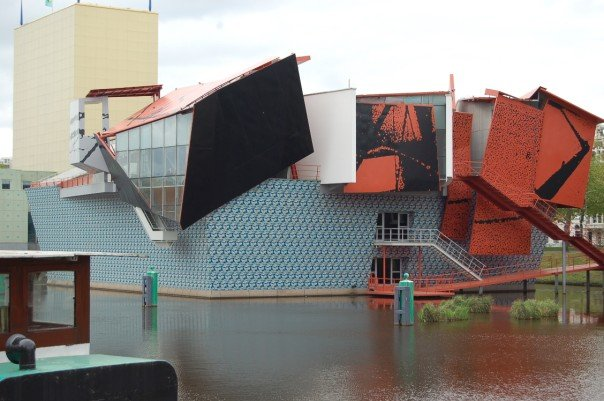
Музей Гронінгена
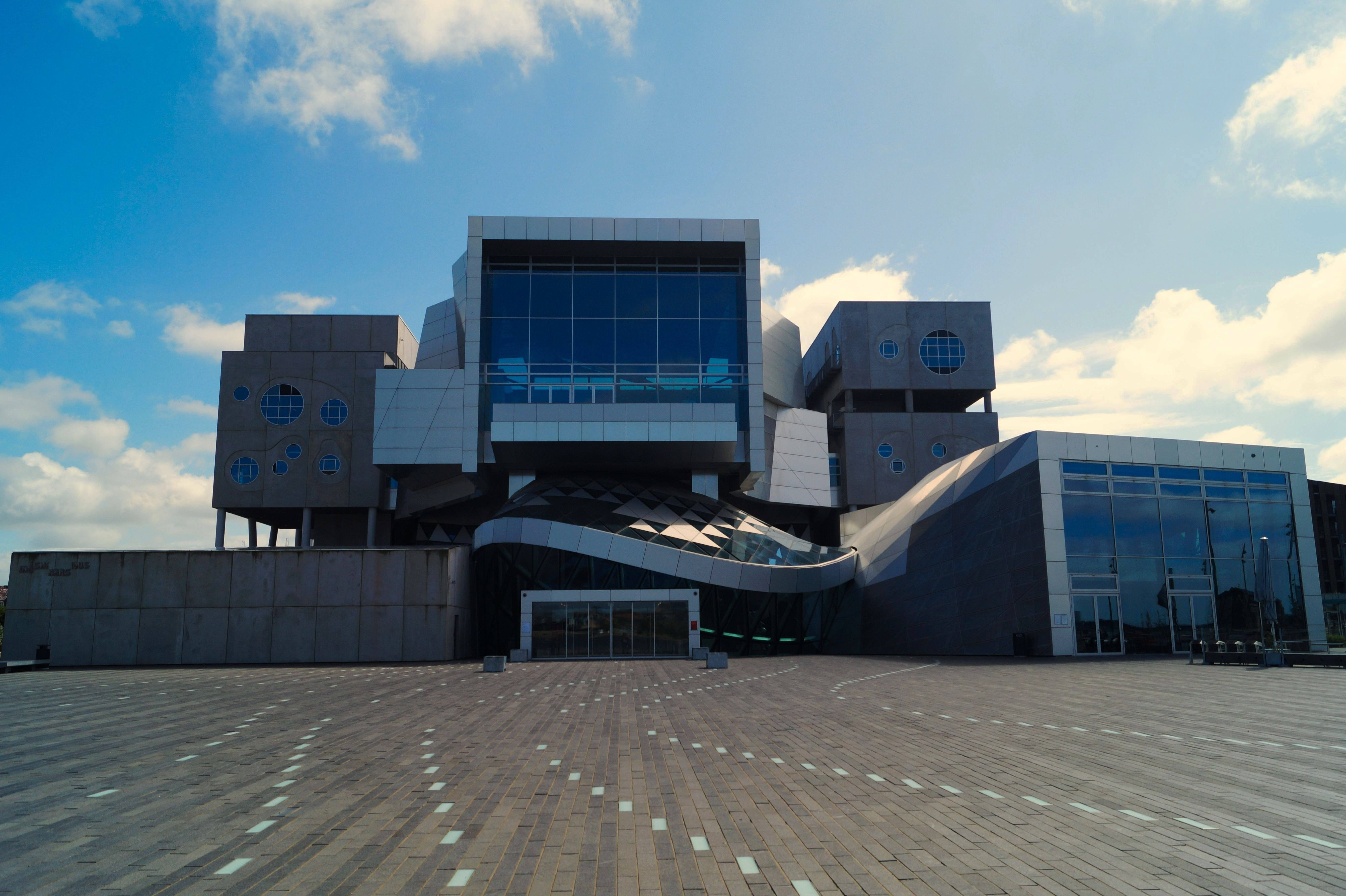
Будинок Музики в Ольборзі
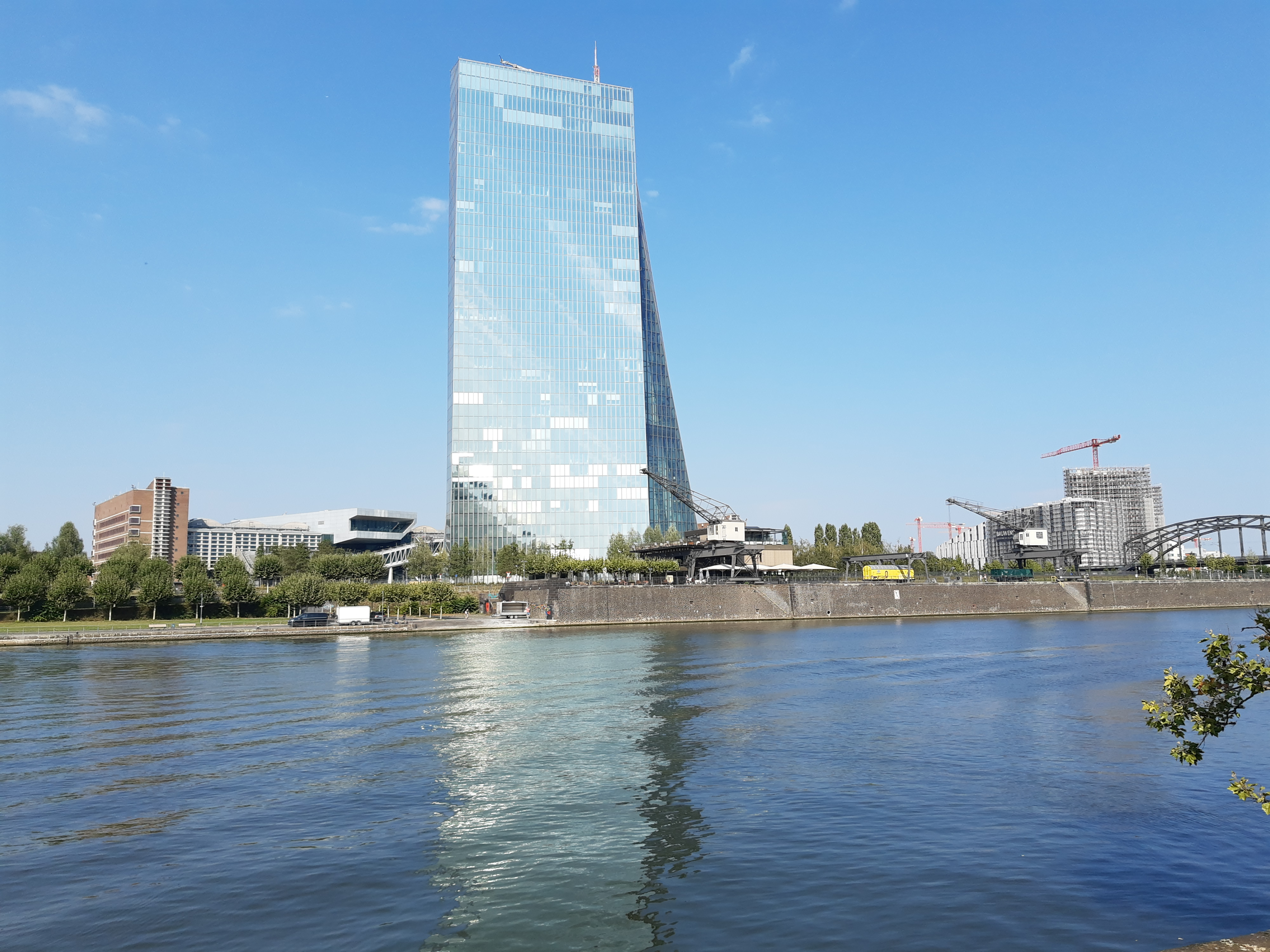
Штаб-квартира Європейського центрального банку у Франкфурті-на-Майні
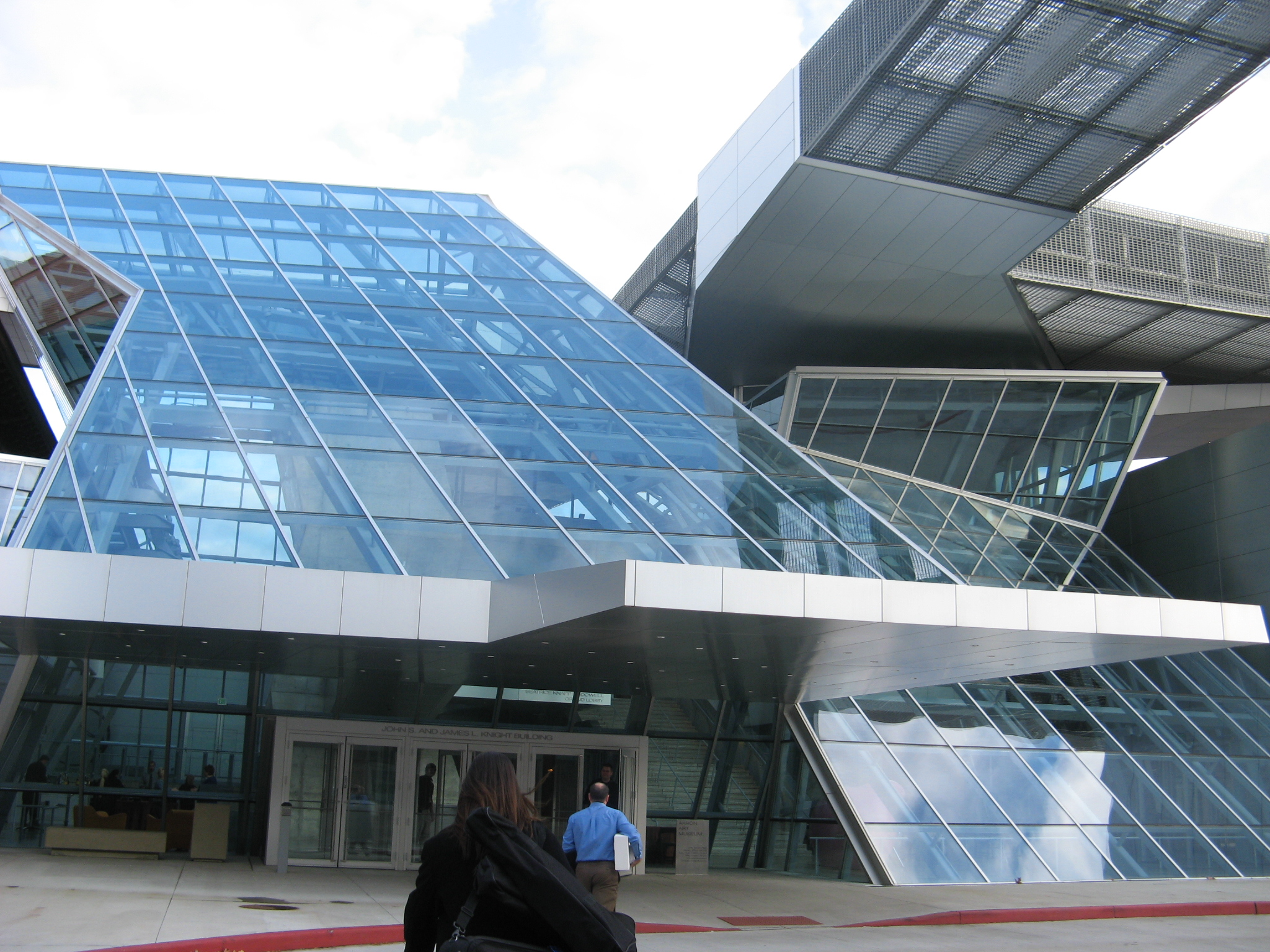
Галерея мистецтв в Акроні (США)
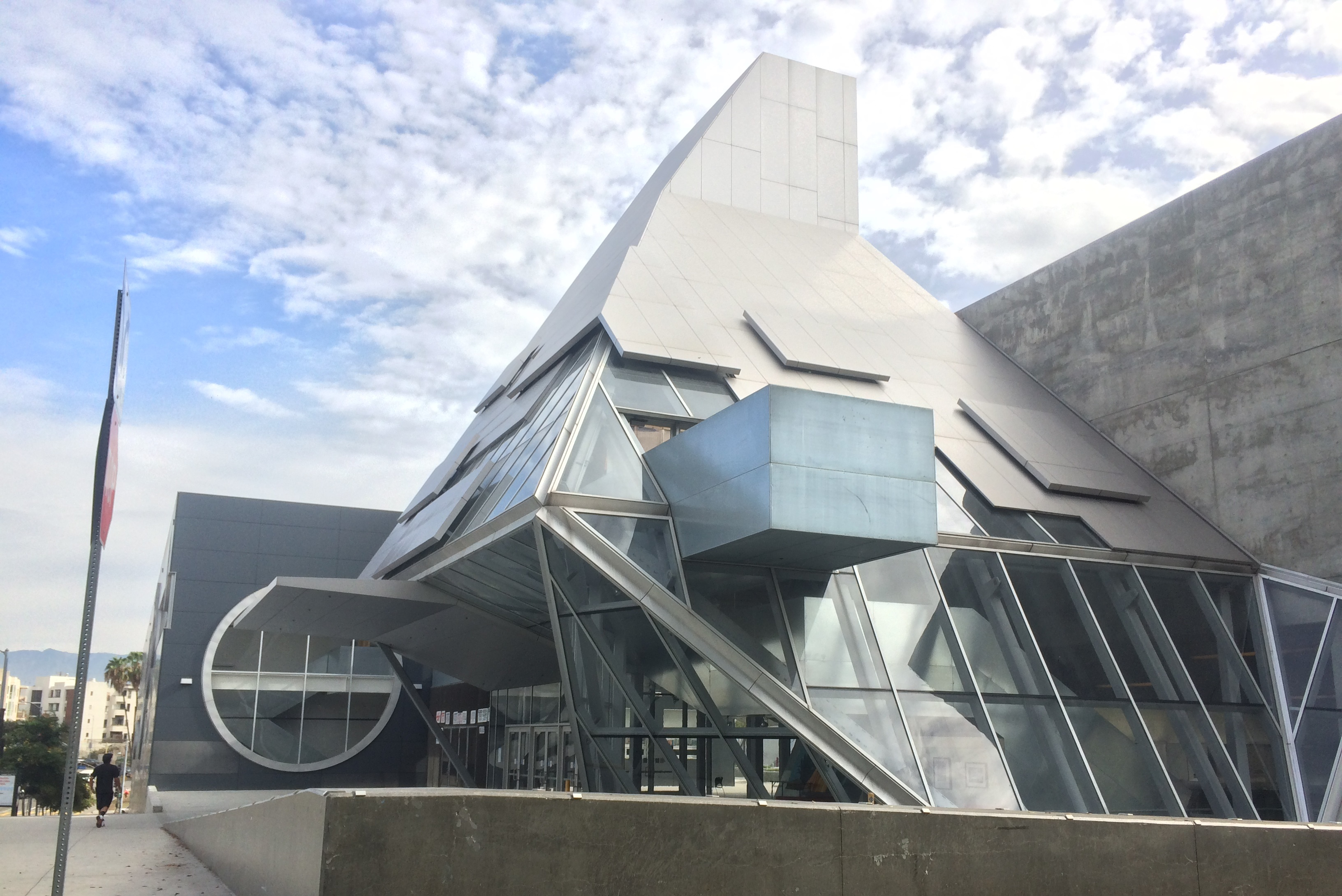
Школа мистецтв у Лос-Анджелесі